# Fútbol en Paraguay
El fútbol en Paraguay es ampliamente reconocido como el deporte más popular en el país. Desde una perspectiva histórica a nivel sudamericano, Paraguay se encuentra en la segunda línea mundial histórica junto con Chile, Colombia y Perú, justo después de los países líderes en fútbol como Argentina, Brasil y Uruguay. Paraguay es seguido por Bolivia, Ecuador y Venezuela en términos de desarrollo futbolístico. La Asociación Paraguaya de Fútbol (APF) es la entidad encargada de regular el fútbol en Paraguay. Se afilió a la Confederación Sudamericana de Fútbol (Conmebol) en 1921 y a la Federación Internacional de Fútbol Asociación (FIFA) en 1925. La sede de la APF se encuentra en la ciudad de Luque, y desde allí se lleva a cabo la administración del fútbol en el país. El estilo de juego tradicional de los futbolistas paraguayos se conoce como «casta guaraní». Este estilo se enmarca dentro del contexto del «fútbol sudamericano» y se caracteriza por su naturaleza individualista y basada en la improvisación.

## Historia

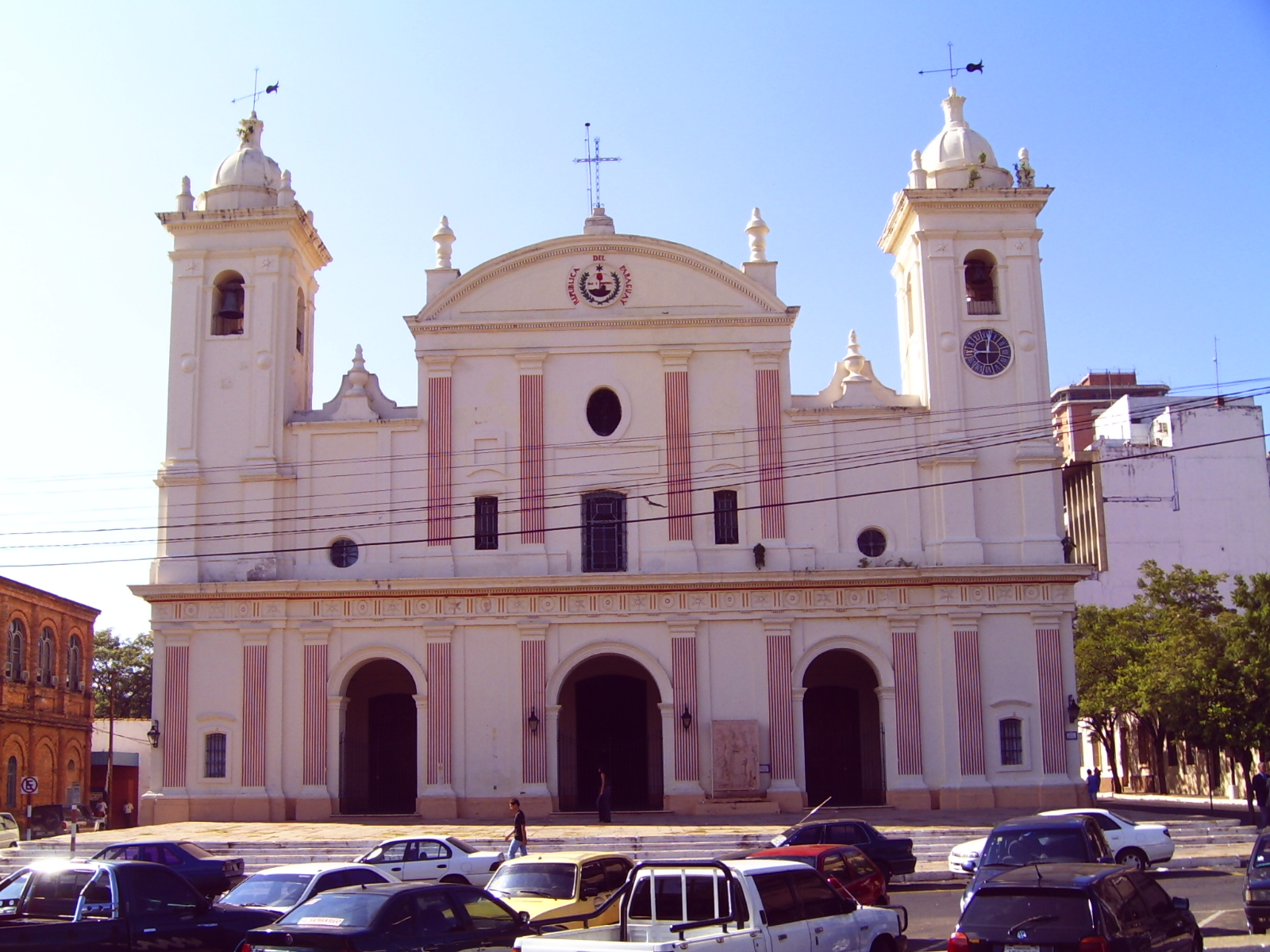
El 23 de noviembre de 1901, frente a la Catedral metropolitana de Asunción se jugó el primer partido de fútbol registrado en el Paraguay.

Como antecedente, los indígenas guaraníes han practicado el manga ñembosarái, de características similares, en el actual territorio paraguayo durante siglos. El fútbol llegó a Paraguay a fines del siglo XIX. Hay diferentes versiones de cómo sucedió esto. La cuenta más común es la de William Paats. Esta cuenta tiene mucha documentación de fuente primaria (artículos periodísticos). Según esta versión, el fútbol fue introducido por primera vez en Paraguay por el holandés William Paats, quien se mudó de los Países Bajos a Asunción (la capital de Paraguay) en 1888. Durante un viaje a Buenos Aires Paats compró una pelota de fútbol y la trajo de vuelta a Asunción para enseñar el deporte, algo desconocido entre los paraguayos. El 23 de noviembre de 1901, en la Plaza Independencia, hoy situada frente a la Catedral de Asunción, se organizó y disputó el primer partido de fútbol que se haya registrado como crónica en la prensa nacional.

El juego ejecutado antiyer por los alumnos del 1° y 2° años de la Escuela Normal de Maestros fue una verdadera sorpresa para el público asunceno, que no conocía aún este juego tan en boga en Inglaterra, Holanda y otros países europeos, como también en nuestras repúblicas vecinas.
El coronel don Rodolfo Saguier, galantemente, hizo desocupar la Plaza de Armas para dejar sitio suficiente para los juegos en los cuales tomaron parte los siguientes alumnos:
Ángel Villasboa, Adolfo López, José Riquelme, Ramón Valiente, Patricio Ayala, Virgilio Barrios, Gregorio Cubilla, Zoilo Mazó, Wenceslao Vargas, Manuel Arias, Agustín Alonso, Inocencio Cardozo, Luis Echauri, Ramón García, Federico Meza, José Souza Lobo, Santiago Dávalos, Marcial Espíndola, Daniel Ferreira y Tomás Jons, divididos en dos partidos, llevando por distintivo una gorrita blanca y bajo el mando del capitán Arias, y el otro llevando una gorrita blanca con cinta verde, a las órdenes del capitán Villasboa. 
Según las reglas del juego, a cada bando debe pertenecer 11 jugadores, pero el bando verde no pudo presentarse completo, teniendo que asistir varios de sus componentes a los ejercicios de la Guardia Nacional, siendo reemplazados, algunos, por jugadores de segundo orden.
Los señores Francisco Quiñónez y Marcelino Galeano, funcionaron como jueces de línea. Cuando el director del juego, señor William Paats, hubo colocado la pelota en el medio y dio la señal de empezase, mereció el aplauso general de numeroso espectadores, causando hilaridad la mayor o menor destreza con que los jugadores supieron desempeñar su papel.
Debido a los esfuerzos unidos de los ágiles del bando blanco, señores Marcial Espíndola y Jons, que hicieron pasar la pelota dos veces debajo del arco contario, este bando resultó victorioso y ganador de un premio ofrecido por S.E. el Presidente de la República, Don Emilio Aceval.
Después del juego que tuvo que suspenderse por tener necesidad de la plaza la Guardia Nacional, los alumnos dieron unos pelotazos al aire que llamaron la atención de todos. En fin, los juegos tuvieron un éxito completo y sería desear que se repitiese de vez en cuando, porque ofrecen una amena distracción para el público, siendo, además, adecuado ejercicio para la juventud.
Diario La Democracia, 25 de noviembre de 1901.

Otra versión lleva la génesis del fútbol en Paraguay un poco más atrás, a 1886 y en los alrededores de Borja. Miguel Ángel Bestard, en su volumen autorizado "Paraguay: un siglo de fútbol", cuenta una historia sobre cómo los trabajadores ferroviarios ingleses organizaron juegos contra los paraguayos locales. El equipo inglés fue nombrado "Everton", como un claro homenaje al club de Liverpool, Inglaterra.

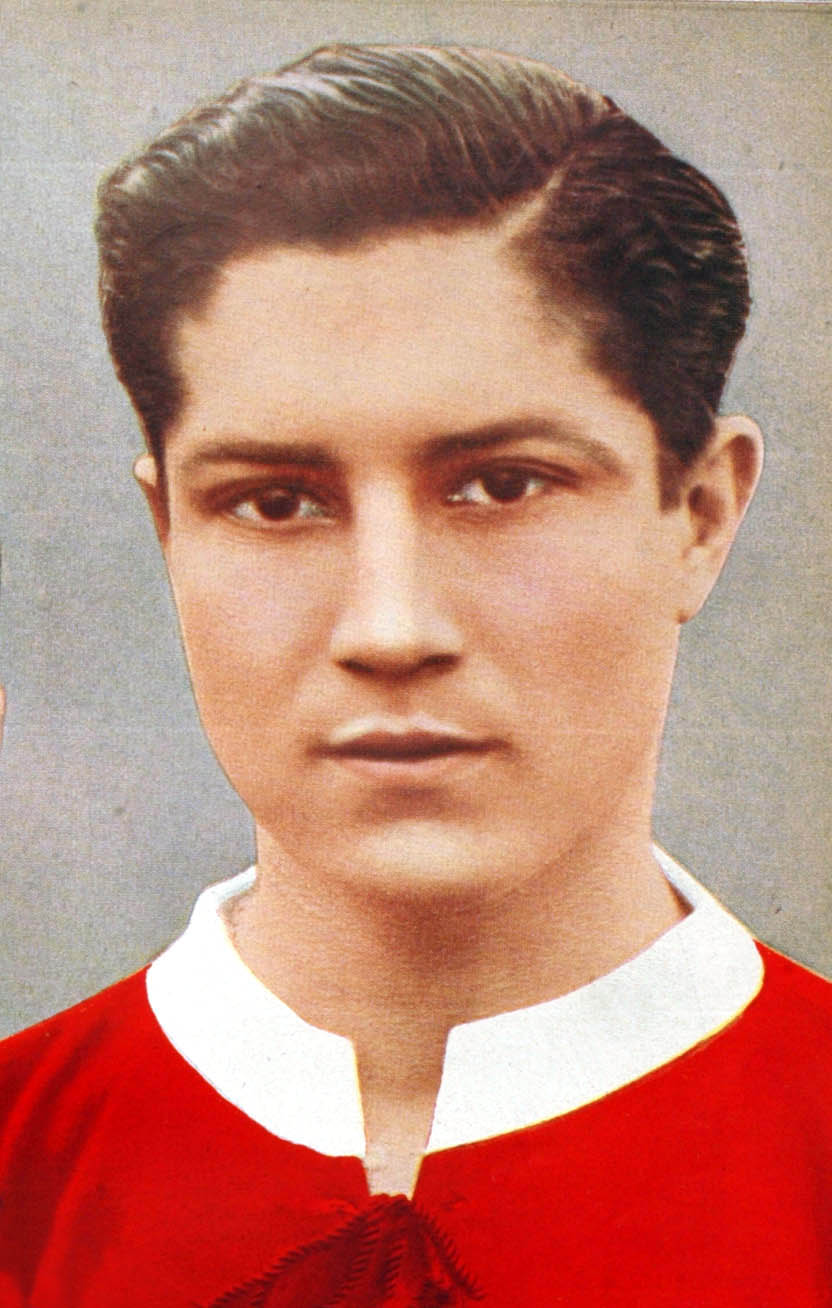
Arsenio Erico, el «mejor futbolista paraguayo del siglo XX».

En los años 1901, se realizaron pequeños torneos en la Plaza de Armas, una plaza ubicada en el centro de Asunción. Debido al gran éxito de los torneos y la gran asistencia a los juegos, Paats decidió fundar el primer club de fútbol paraguayo, al que llamó Olimpia Football Club (más tarde llamado Club Olimpia) en 1902. En 1906, el número de clubes de fútbol en Paraguay había aumentado y se fundó la Asociación Paraguaya de Fútbol (órgano rector del fútbol en Paraguay). En 1910, Paraguay formó su primer equipo nacional para jugar contra el equipo de Corrientes, Argentina, pero tendría que esperar hasta 1919 para que la selección Argentina tome un barco río arriba en el río Paraná y visite Asunción para los primeros juegos internacionales oficiales.
Nicolás Leoz fue el presidente de la Conmebol entre 1986 y 2013. El fútbol ha crecido enormemente desde entonces, y hay más de 1600 equipos repartidos por todo Paraguay que participan en las ligas. Cada uno de esos equipos intenta llegar a la Primera División despejando los diferentes niveles de las divisiones inferiores. El crecimiento y la evolución del fútbol paraguayo se puede ver en los logros alcanzados en el nivel del club y por el equipo nacional de fútbol paraguayo. El equipo nacional participó en ocho Copas Mundiales de la FIFA, ganó dos torneos de la Copa América y obtuvo una medalla de plata en los Juegos Olímpicos en 2004. Todos estos logros establecieron a Paraguay como la cuarta nación de fútbol más exitosa de Sudamérica después de Argentina, Brasil y Uruguay. A nivel de clubes, Olimpia Asunción ha ganado un total de ocho torneos internacionales, incluidos tres Copa Libertadores y una Copa Intercontinental.
Entre los futbolistas más importantes y exitosos de la historia paraguaya se encuentran Arsenio Erico, quien registró la acrobacia «escorpión» en 1934, Aurelio González, Romerito y José Luis Chilavert.

## Sistema de Liga
El Sistema de la Liga de Fútbol de Paraguay consta de Cuatro Divisiones, más una 'Primera de Ascenso' de las ligas regionales a la que los dos mejores equipos de cada liga se unirán a la Cuarta División regionalizada.

## Clubes
La mayoría de los clubes cuentan con las categorías de:
- Primer equipo
- Equipo de Reserva[7]
- Sub-20[8]
- Sub-19[8]
- Sub-18[9]
- Sub-17[8]
- Sub-16[8]
- Sub-15[8]
- Escuela de Fútbol[10][11]